# الرجل الأكثر حظا في أمريكا
الرجل الأكثر حظًا في أمريكا (بالإنجليزية: The Luckiest Man in America)‏ هو فيلم دراما أمريكي صدر عام 2024، من إخراج وسيناريو سمير أوليفيروس. الفيلم من بطولة باول والتر هوزر.
عرض لأول مرة في مهرجان تورونتو السينمائي الدولي في 5 سبتمبر 2024. وصدر في الولايات المتحدة في 4 أبريل 2025.

## القصة
يصور الفيلم فضيحة عام 1984 التي دبرها مايكل لارسون، سائق شاحنة لبيع المثلجات، عندما ظهر وفاز في برنامج المسابقات «برس يور لاك».

## الممثلون
- باول والتر هوزر في دور مايكل لارسون
- والتون جوجينز في دور بيتر توماركن
- ديفيد ستراثيرن في دور بيل كاروثرز
- مايسي ويليامز في دور سيلفيا
- شامير أندرسون في دور تشاك
- بريان جيراغتي في دور إد
- باتي هاريسون في دور جاني
- هيلي بنيت في دور باتريشيا
- داميان يونغ في دور كوفمان
- ليلي كاي في دور ليزا
- جايمس واليك في دور جونيور
- شونيت رينيه ويلسون في دور دونا
- ديفيد ريسدال في دور تود
- ريكي روسيرت في دور ويتمان
- جوني نوكسفيل في دور ليون هارت

## الإنتاج
أُعلن في مايو 2024 أن الفيلم، الذي يحمل عنوان «برس يور لاك»، قد دخل مرحلة ما بعد الإنتاج، مع باول والتر هوزر، ووالتر جوجينز، وديفيد ستراثيرن، ومايسي ويليامز من بين الممثلين الذين تم الإعلان عنهم. لاحقا، تمت إعادة تسمية الفيلم إلى الرجل الأكثر حظًا في أمريكا.

## الاطلاق
عرض الفيلم لأول مرة في مهرجان تورونتو السينمائي الدولي في 5 سبتمبر 2024. وفي نفس الشهر، حصلت شركة IFC Films و Sapan Studio على حقوق توزيع الفيلم في الولايات المتحدة، مع خطط لإصداره في دور العرض في عام 2025. وتم إصداره في الولايات المتحدة في 4 أبريل 2025.

## الاستقبال
على موقع تجميع المراجعات روتن توميتوز، حصل على 66% من 74 مراجعة نقدية إيجابية. وجاء إجماع النقاد على النحو التالي: «إذا لم يُحقق فيلم "الرجل الأكثر حظًا في أمريكا" كامل إمكانات قصته الحقيقية المثيرة، فلحسن الحظ، يضم باول والتر هوزر ليضيف بعض التعقيد العاطفي المرحب به». أما موقع ميتاكريتيك، الذي يستخدم متوسطًا مرجحًا، فقد منح الفيلم 67 من 100 درجة، بناءً على 11 ناقدًا، مما يشير إلى مراجعات إيجابية بشكل عام.
منح مات زولر سيتز من موقع RogerEbert.com الفيلم ثلاثة من أربعة نجوم، وكتب: «فيلم "الرجل الأكثر حظًا في أمريكا" متابعة جيدة لمسلسل "كويز شو"، وهو دراما تدور حول فضائح برامج المسابقات في خمسينيات القرن الماضي، والتي دفعت الكونجرس إلى إجراء تحقيقات وأدت إلى إصلاحات في صناعة التلفزيون. كما أنه مثال على كيفية إنتاج فيلم منخفض التكلفة يغمرك في عالم غابر وعقول من عاشوا فيه، مع الحفاظ على تركيز جغرافي دقيق على عدد محدود من الشخصيات». منح ستيف بولاسكي الفيلم ثلاثة من أربعة نجوم، مشيدًا بتصميم الإنتاج، ومشيرًا إلى أن «فيلم "الرجل الأكثر حظًا في أمريكا" ترفيه رائع. بالنسبة لمن هم مثلي من عشاق تاريخ التلفزيون ...، من الممتع رؤية قصة غريبة كهذه تحظى بهذا القدر من الاهتمام بالتفاصيل دون أي دوافع أخرى سوى كونها مُرضية للمشاهد».

## روابط خارجية
- الرجل الأكثر حظًا في أمريكا على موقع IMDb (الإنجليزية)
- الرجل الأكثر حظًا في أمريكا على موقع قاعدة بيانات الفيلم (الإنجليزية)
- الرجل الأكثر حظًا في أمريكا على موقع ليتربوكسد (الإنجليزية)